# Christophe Brazillier
Christophe Brazillier (5 november 1979) is een professioneel golfer uit Frankrijk.
Op 11-jarige leeftijd begon Christophe met golf. Hij woonde toen in Djibouti.
Na terugkeer in Frankrijk in 1998 werd hij lid van de Golf de Dijon Quétigny.

## Amateur

### Gewonnen
- 2004: Coupe Frayssineau

## Professional
Brazillier werd in 2005 professional. Hij had toen handicap +2.
Hij heeft twee seizoenen op de Alps Tour gespeeld, waar hij twee toernooien won. In 2006 won hij de Order of Merit van de Franse Pro Golf Tour. Sinds 2009 speelt hij op de Europese Challenge Tour. 